# STS–78
Az STS–78 jelű küldetés az amerikai űrrepülőgép-program 78., a Columbia űrrepülőgép 20. repülése. A leghosszabb Space Shuttle járat volt, amit az STS–80 űrrepülés során megdöntöttek.

## Jellemzői
Kereskedelmi megrendelésekre a Spacelab és a raktér által biztosított területeken meghatározott kutatási, kísérleti feladatok végzése.

## Első nap
1996. június 20-án a szilárd hajtóanyagú gyorsítórakéták, Solid Rocket Booster(SRB) segítségével Floridából, a Cape Canaveral (KSC) Kennedy Űrközpontból, a LC39–B (LC–Launch Complex) jelű indítóállványról emelkedett a magasba. Az orbitális pályája 89,6 perces, 39 fokos hajlásszögű, elliptikus pálya perigeuma 246 kilométer, az apogeuma 261 kilométer volt. Felszálló tömeg indításkor 115 585 kilogramm, leszálló tömeg 103 423 kilogramm. Szállított hasznos teher 9649 kilogramm

## Hasznos teher
1. A Spacelab mikrogravitációs laboratóriumban (LMS) ötödik alkalommal végzett a legénység, l2 órás váltásokban biológiai (22 élettani kutatási, kísérleti feladatot végzett a legénység – a ISS-en történő szolgálatok előkészítése), több mint 40 tudományos mezőgazdasági (növényi), folyadék, anyag (gyógyszeralapanyagok, kristálynövesztések, fémek) kísérleteket, gyártásokat végeztek. Első átfogó ismeretbővítést segítő kísérlet, az alvásszokások tesztelése. Az élettani kísérleteket a NASA, az Európai Űrügynökség (ESA), a Francia Űrügynökség ( CNES ) és a Kanadai Űrügynökség (CSA) támogatta. Szerelési műveleteket gyakoroltak a jövőbeni Hubble űrtávcső javítását szolgáló műveletekhez.
2. Nóniusz Reaction Control System – különböző finom gázfúvókák tesztelése, hogy az űrrepülőgép minél kisebb rezgéseket okozzon elmozgása közben. A gázfúvókák által nyújtott finom mozgási elemek a Hubble-távcső visszanyerésénél, később az ISS megközelítésénél, dokkolásánál kapott főszerepet.
3. Bubble, Drop és Particle Unit (BDPU) – lúgos folyadékokkal végzett kísérletek (gázbuborékok, folyékony cseppek, folyadékrétegek). A vizsgálatok automatikusan történtek, az űrhajósok és a kamerák ellenőrzése mellett.
4. Advanced Gradient Heating Facility (AGHF) – kemencében végrehajtott anyag átalakulási, kialakulási folyamatok vizsgálata (hevítés, hűtés, kristályosítás, ötvözetek készítése).
5. Advanced Protein Crystallization Facility (APCF) – három módszer segítségével fehérje kristály növekedést végeztek (élelmiszer termelés, gyógyszeripar segítése).
6. Space Acceleration Measurement System (SAMS) – nagyfrekvenciás gyorsulások mérésének, tompításának folyamatait vizsgálta. Minél kisebb rezgések lépnek fel a vizsgálati közegben, eszközöknél, annál pontosabb eredmények jönnek létre. A 17 500 km/h sebesség mellett fellépő rezgések (légköri fékezés, pályamagasság változás, mikrófúvókák alkalmazása, az alkalmazott eszközök) mérésére szolgált.
7. Orbital Acceleration Research Experiment (OARE) – alacsony frekvenciájú változások mérésének, tompításának folyamatait vizsgálta.
8. Shuttle Amateur Radio Experiment (SAREX) – rádióamatőr kapcsolat végzése több iskolával, amatőr rádióssal.

## Tizenhatodik nap
1996. július 7-én a Kennedy Űrközponton (KFC), kiinduló bázisán szállt le. Összesen 16 napot, 21 órát, 48 percet töltött a világűrben. 11 000 000 kilométert repült, 271 alkalommal kerülte meg a Földet.

## Személyzet
(zárójelben a repülések száma az STS–78 küldetéssel együtt)
- Terence Thomas Henricks (4), parancsnok
- Kevin Richard Kregel (3), pilóta
- Richard Linnehan (1), küldetésfelelős
- Susan Helms (3), küldetésfelelős
- Charles Eldon Brady (1), küldetésfelelős
- Jean-Jacques Favier (1),  kutatásfelelős – Francia Űrügynökség (CNES)
- Robert Brent Thirsk (1),  kutatásfelelős – Kanadai Űrügynökség (CSA)

### Tartalék személyzet
- Pedro Francisco Duque küldetésspecialista – Spanyol Űrügynökség (INTA)
- Luca Urbani küldetésspecialista – Olasz Űrügynökség (ASI)

### Visszatérő személyzet
- Terence Thomas Henricks (4), parancsnok
- Kevin Richard Kregel (3), pilóta
- Richard Linnehan (1), küldetésfelelős
- Susan Helms (3), küldetésfelelős
- Charles Eldon Brady (1), küldetésfelelős
- Jean-Jacques Favier (1),  kutatásfelelős
- Robert Brent Thirsk (1),  kutatásfelelős